# Hunya
Hunya es un pueblo ubicado en el distrito de Gyomaendrőd, en el condado de Békés, Hungría.

## Superficie
Posee una superficie de 32,57 kilómetros cuadrados.

## Demografía
Hasta 2019 la población era de 609 habitantes, con una densidad de población de 18,70 habitantes por kilómetro cuadrado.